# Anisodes spatara
Anisodes spatara är en fjärilsart som beskrevs av Paul Dognin 1900. Anisodes spatara ingår i släktet Anisodes och familjen mätare. Inga underarter finns listade i Catalogue of Life.